# 張培勳
張培勳（？年—1965年），字子杰。山西省崞縣人。他為抗日戰爭期間的中國軍方高級將領之一。

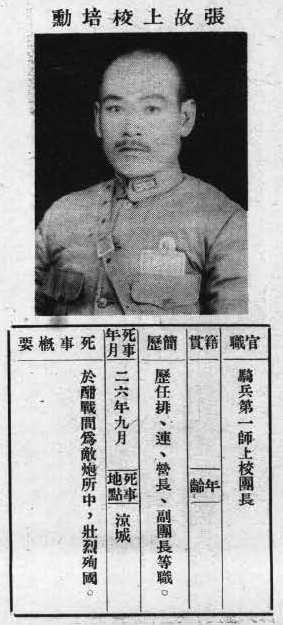
《抗戰軍人忠烈錄》（第一輯）中的張培勳像

## 生平[1]
騎兵第一師第二團上校團長，涼城抗戰後不明下落，列入陣亡名單。而張培勛僥倖突圍，易名「張開印」，隱居岢嵐縣骷顱溝。1940年，張培勛離開岢嵐返回故鄉崞縣永興村，在村行醫務農，1965年去世。